# نورگوت
نورگوت (به لاتین: Nürgüt، به ارمنی: Նորակերտ نوراکرت) یک منطقه مسکونی در جمهوری آذربایجان است که در شهرستان اردوباد واقع شده‌است. نورگوت ۱۳۱ نفر جمعیت دارد.